# 望景楼

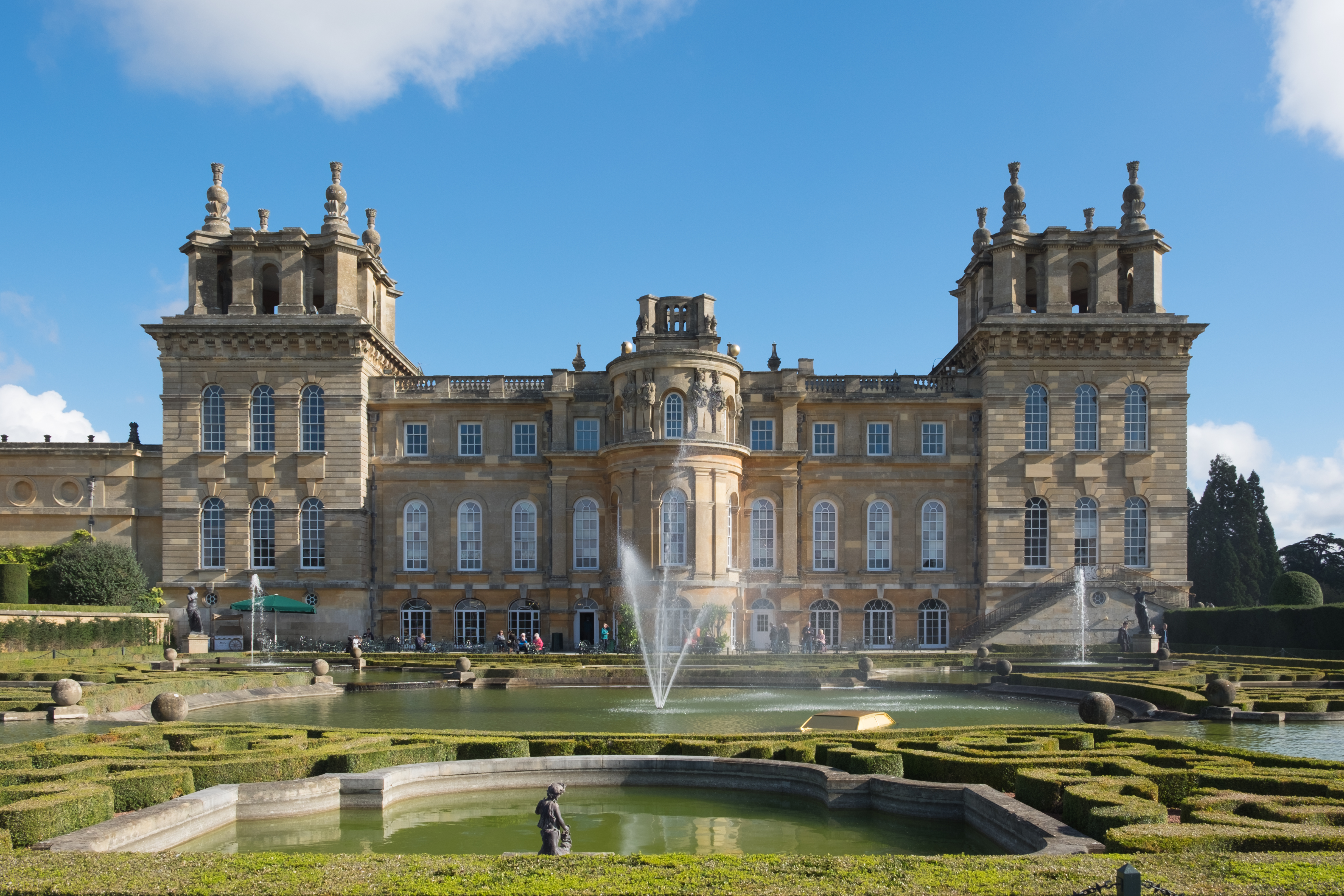
英国布伦海姆宫顶部的望景楼

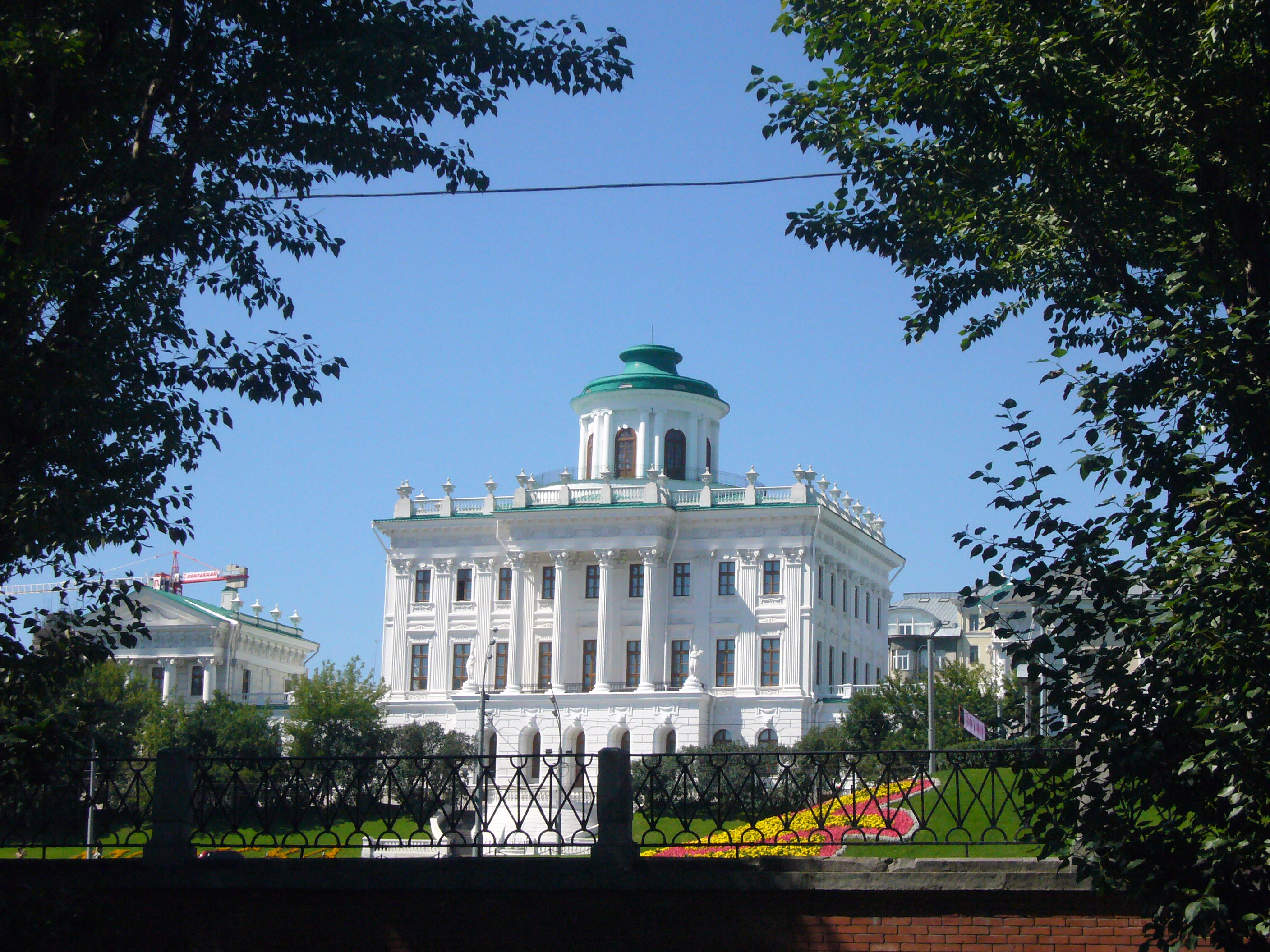
莫斯科帕什科夫宮，顶部装有望景楼

望景楼（義大利語：Belvidere，意为“美丽的景色”）是一种建筑结构，用于一览全景。该术语既可用于建筑物上部的房间或屋顶上的结构，也可用于花园或公园中的独立亭子。其可以为任何形式或风格，包括角楼、圓頂或露天平台。
其对应外文词（如英文Belvedere、意大利文Belvidere、法文Belvédère等）亦可被用作整座建筑的名称，如奥地利維也納的美景宮，以及美国纽约中央公園的眺望台城堡。

## 图集

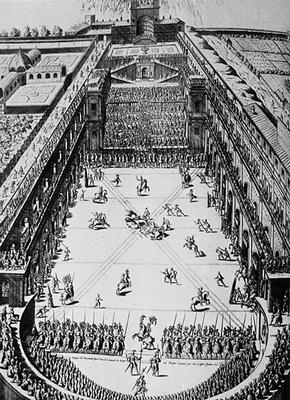
梵蒂冈美景中庭（英语：Cortile del Belvedere）的骑兵竞技表演，1565年
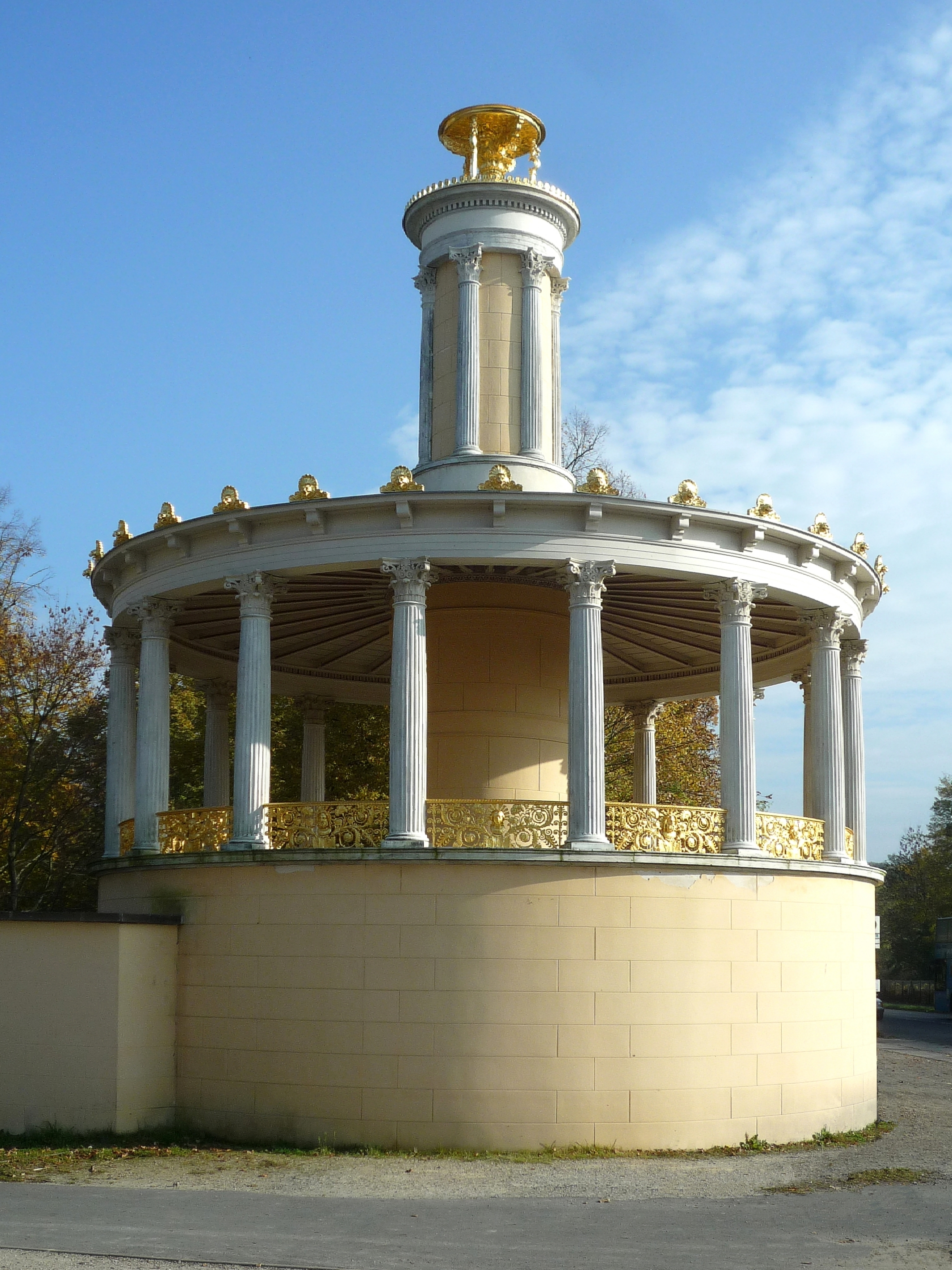
柏林格利尼克宮公园的观景亭
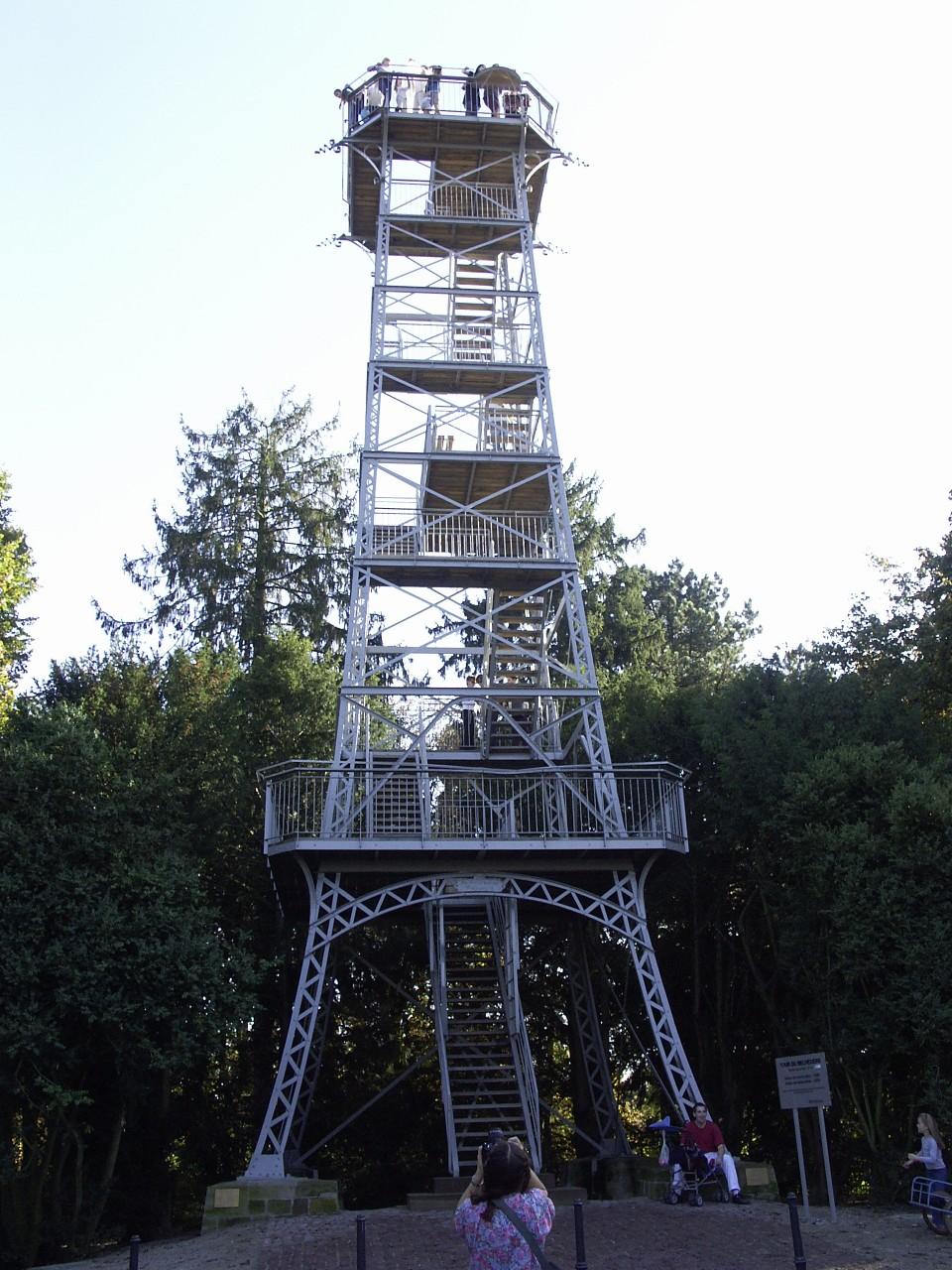
法国阿尔萨斯米卢斯的美景塔（法语：Tour du Belvédère）
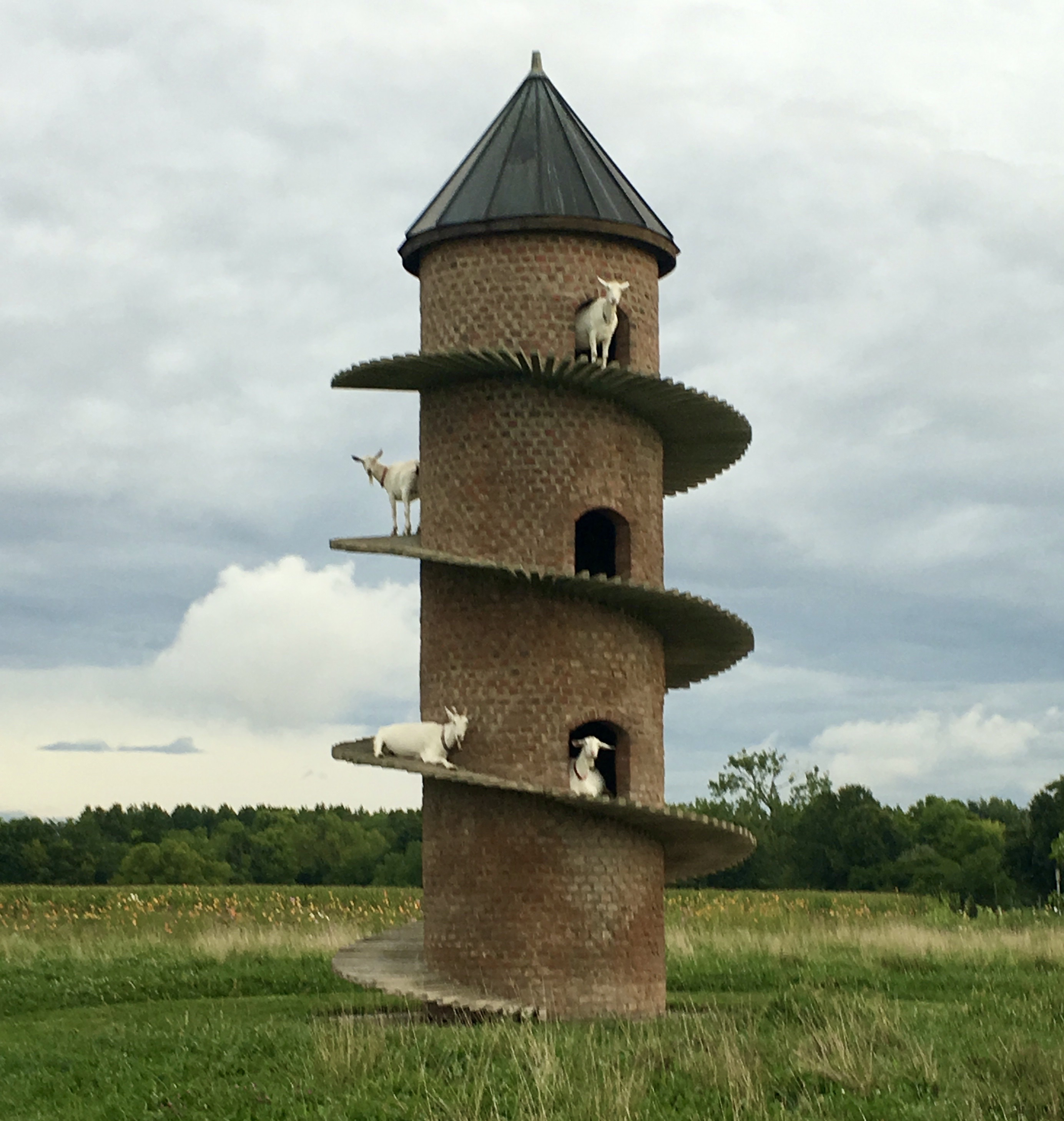
约翰逊望景楼（Johnson's Belvedere），美国德克萨斯州的山羊塔
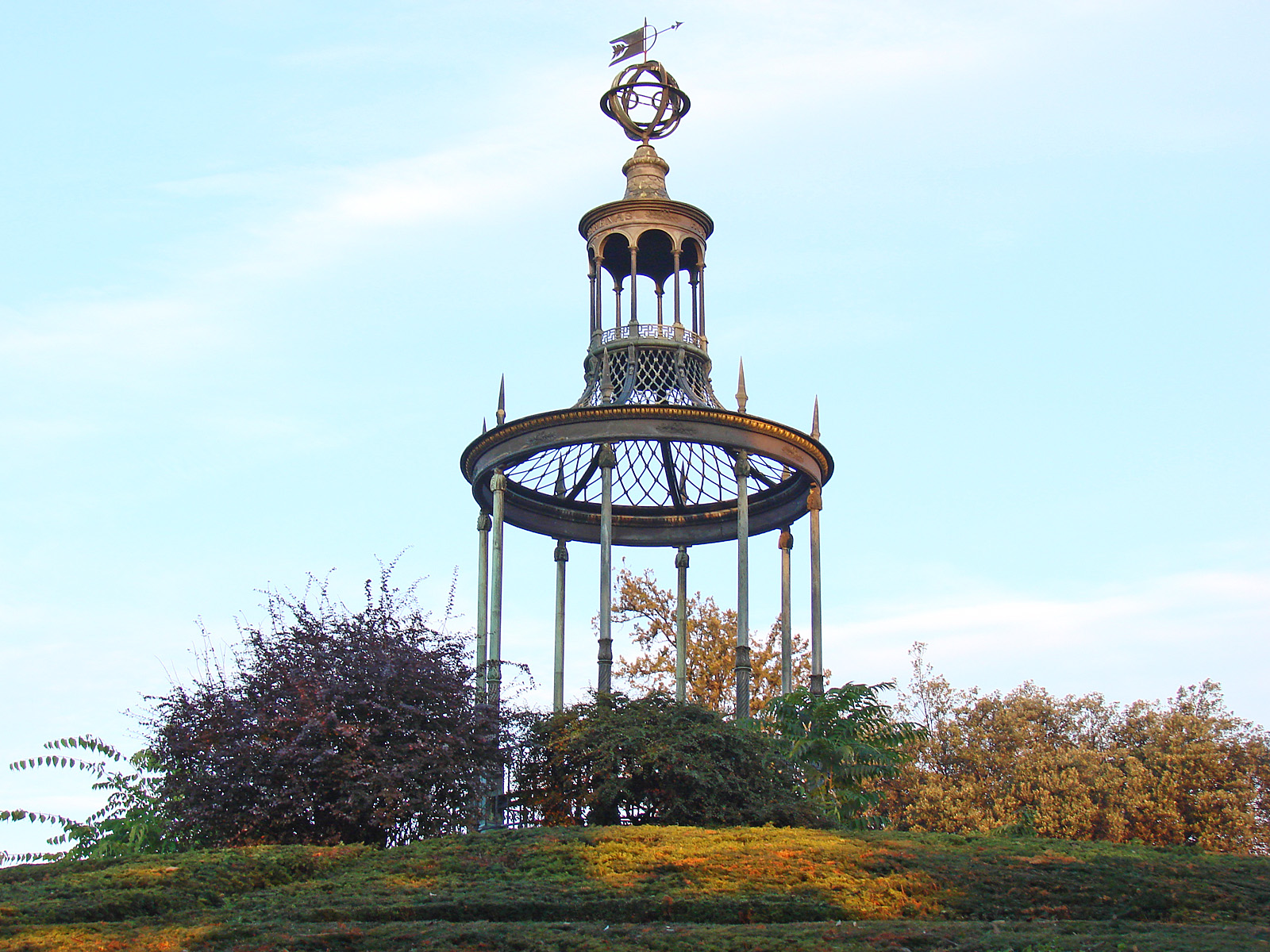
法国巴黎植物園的布丰亭（法语：Gloriette de Buffon）
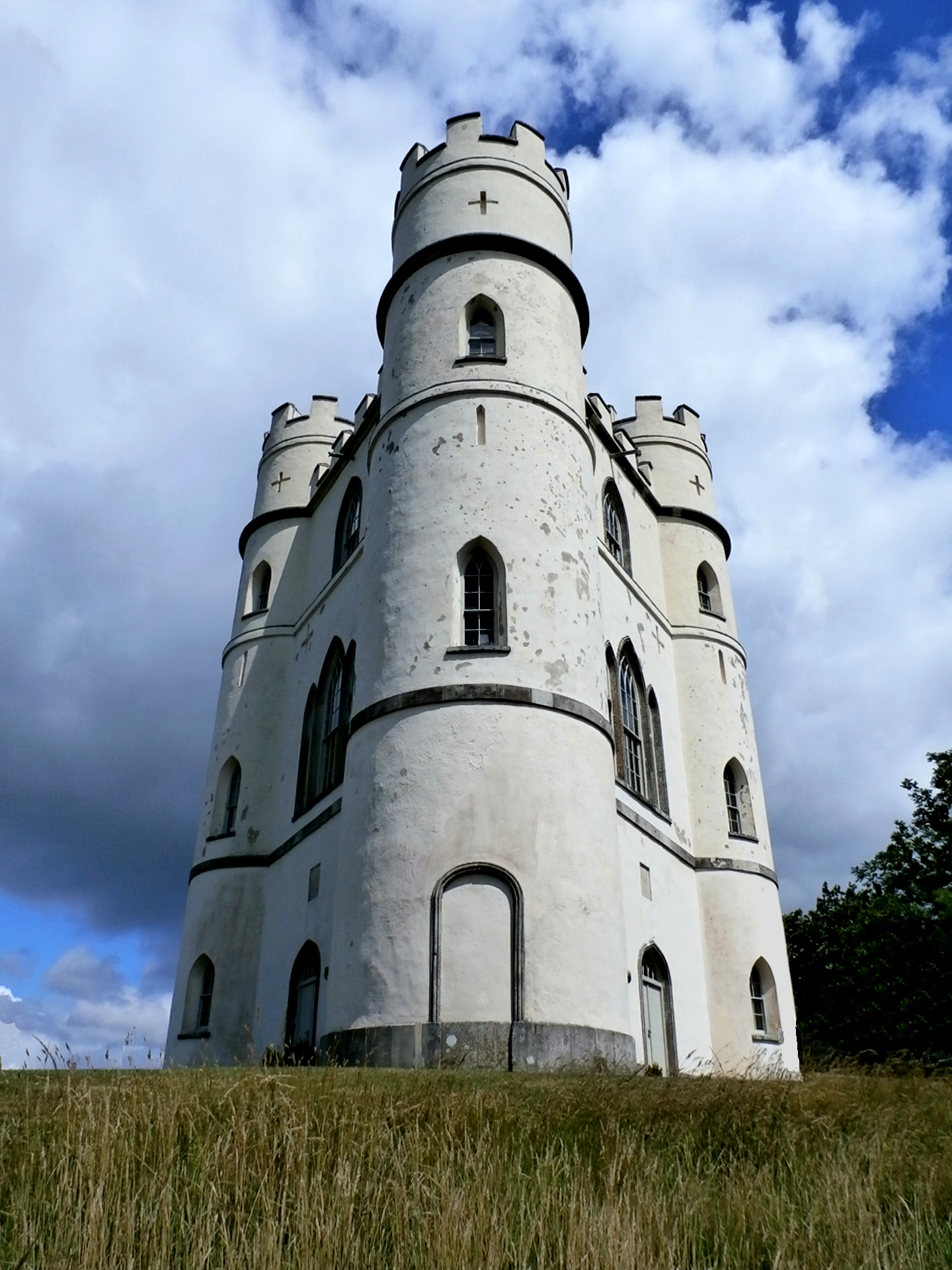
英国德文郡的霍尔登望景楼（英语：Haldon Belvedere）
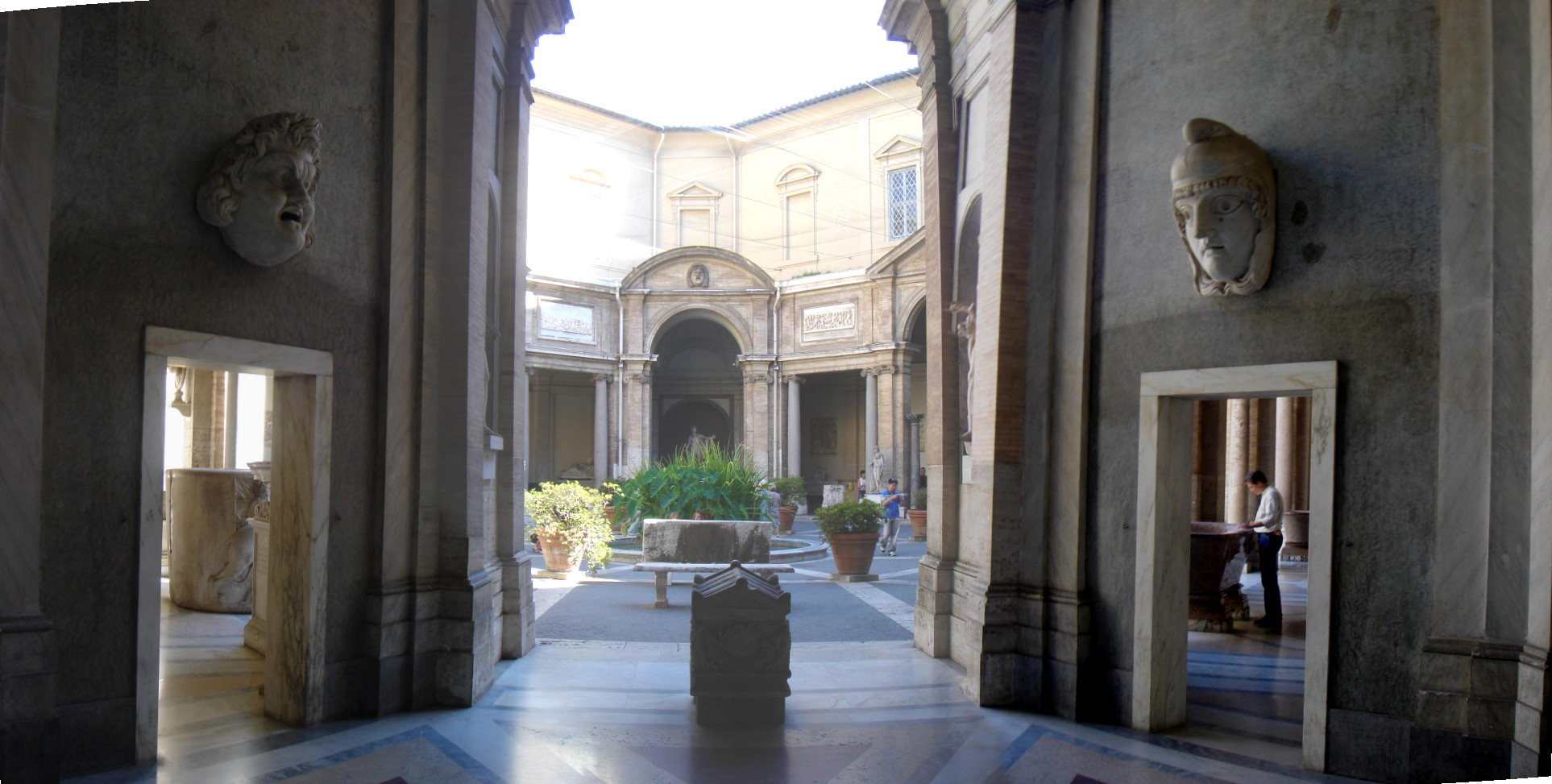
梵蒂冈美景中庭的天井
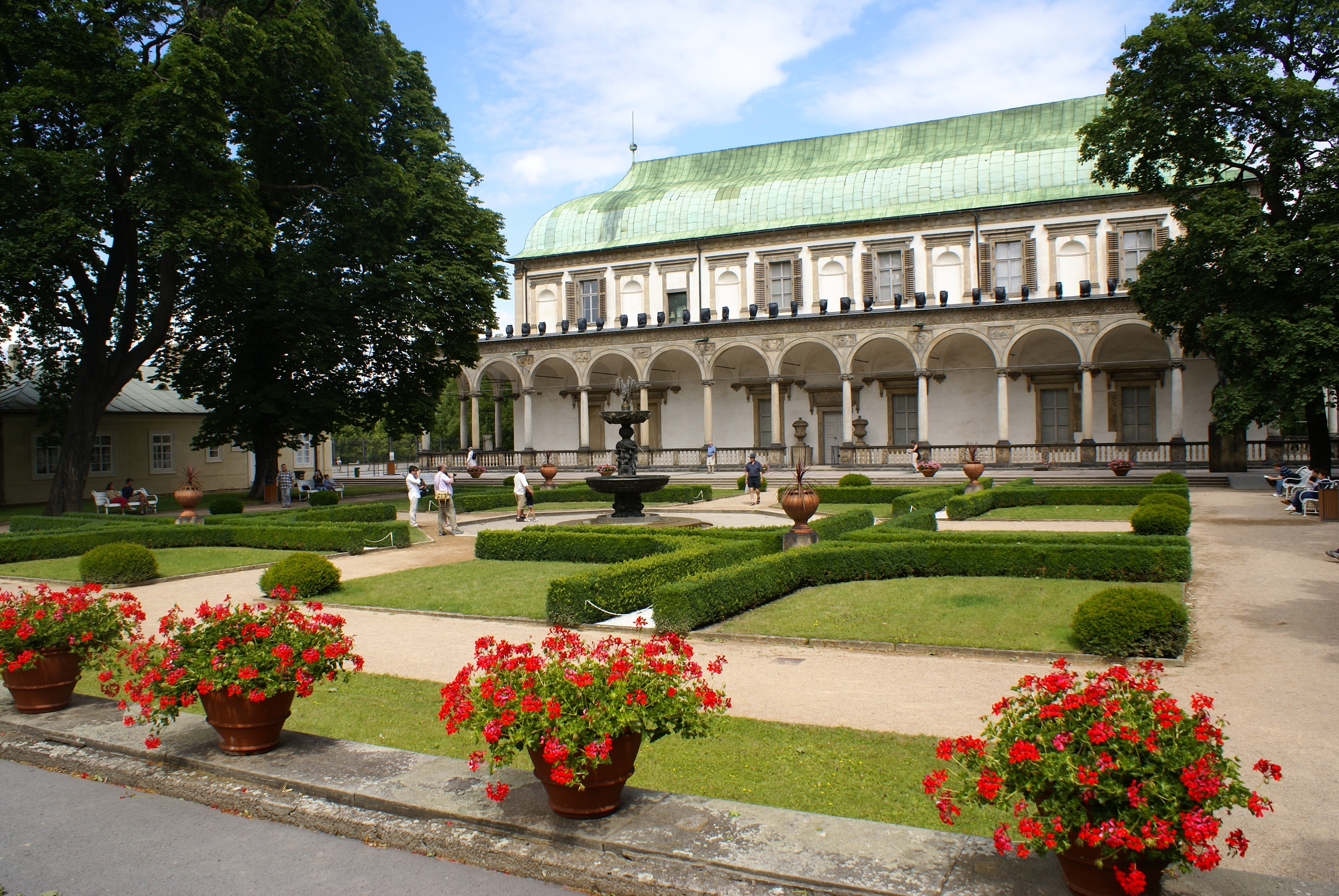
捷克布拉格城堡花园的安妮女王夏宫望景楼
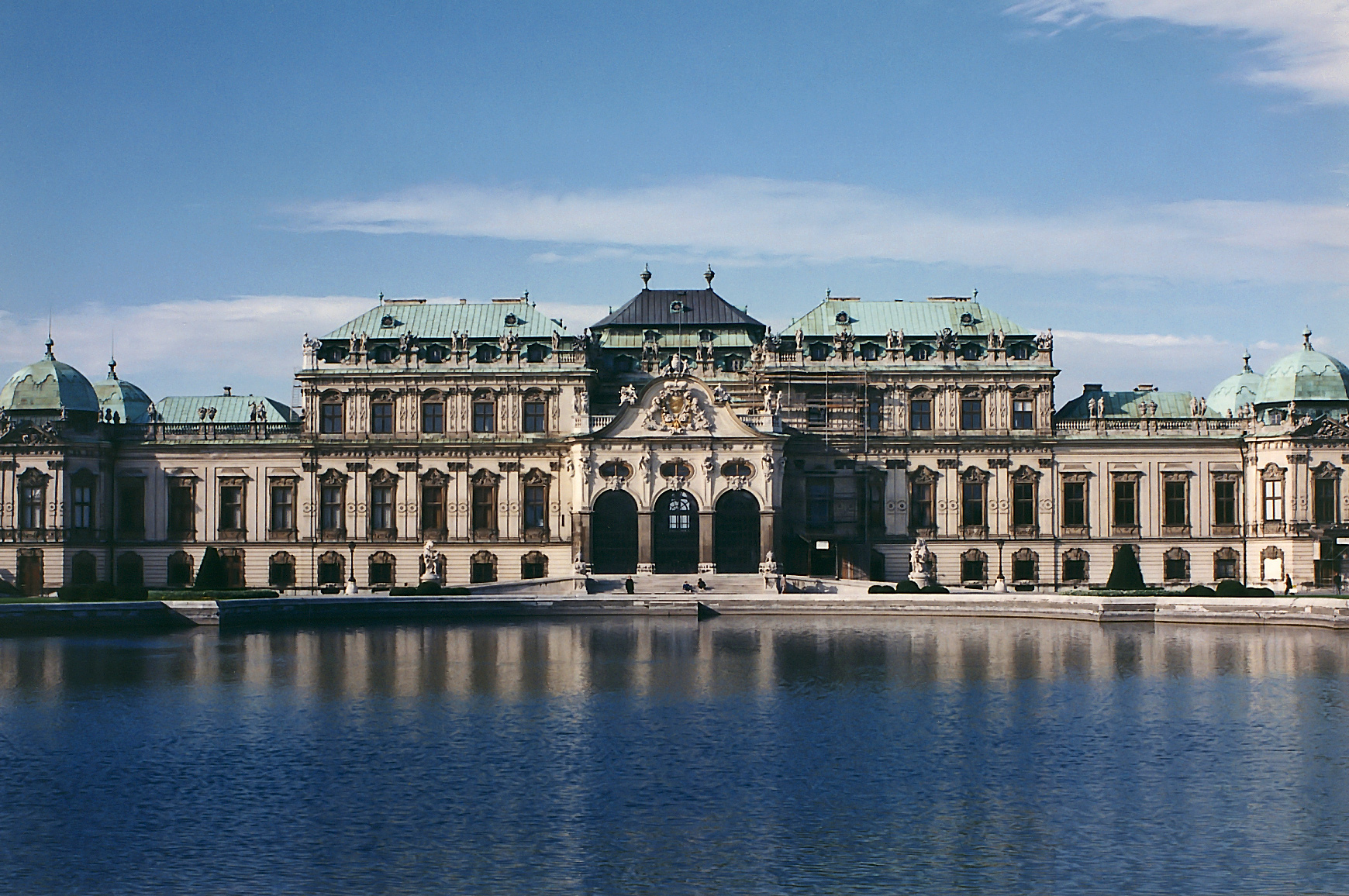
美景宮
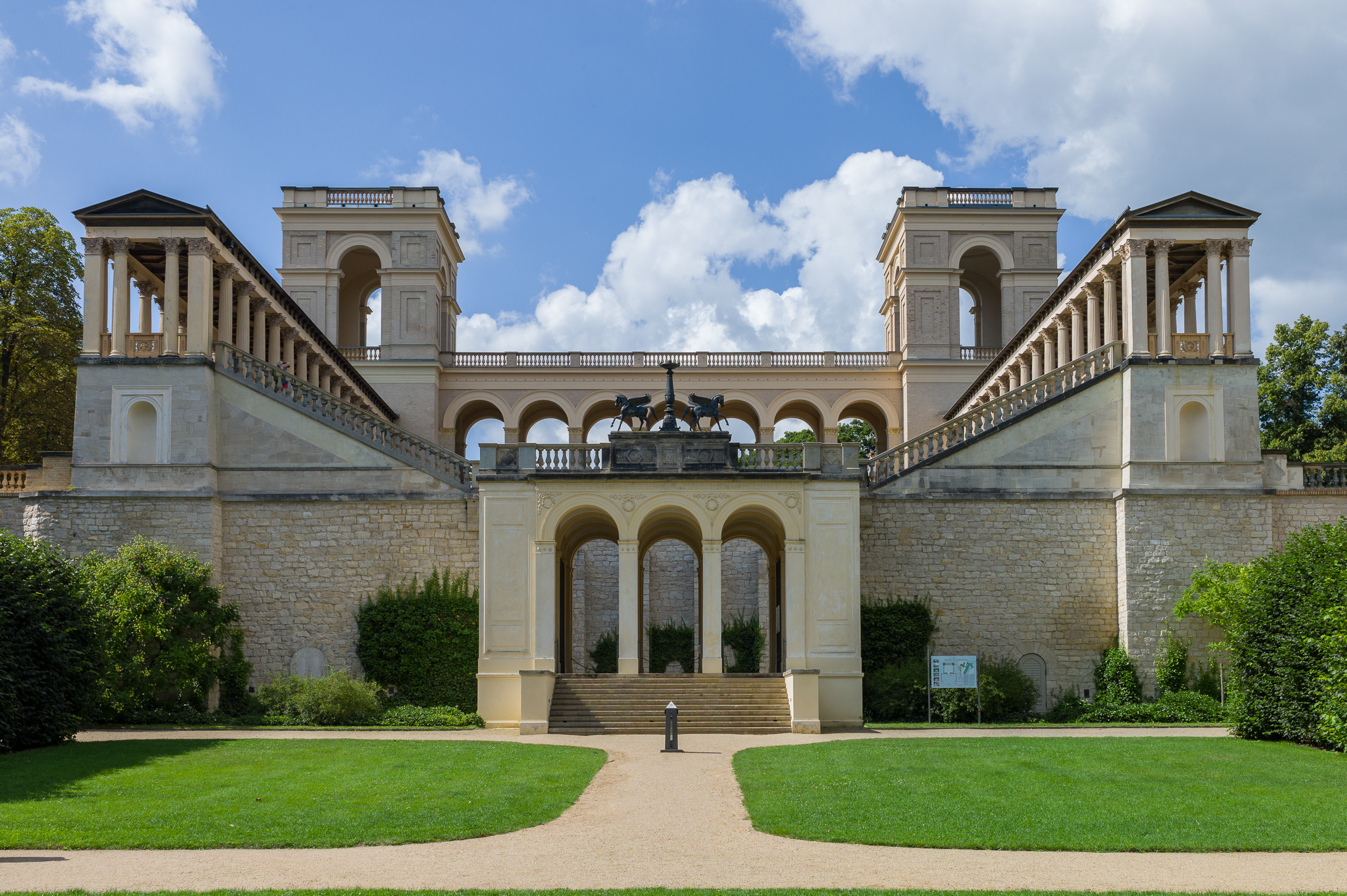
德国波茨坦的普丰斯特山望景楼（德语：Belvedere auf dem Pfingstberg）
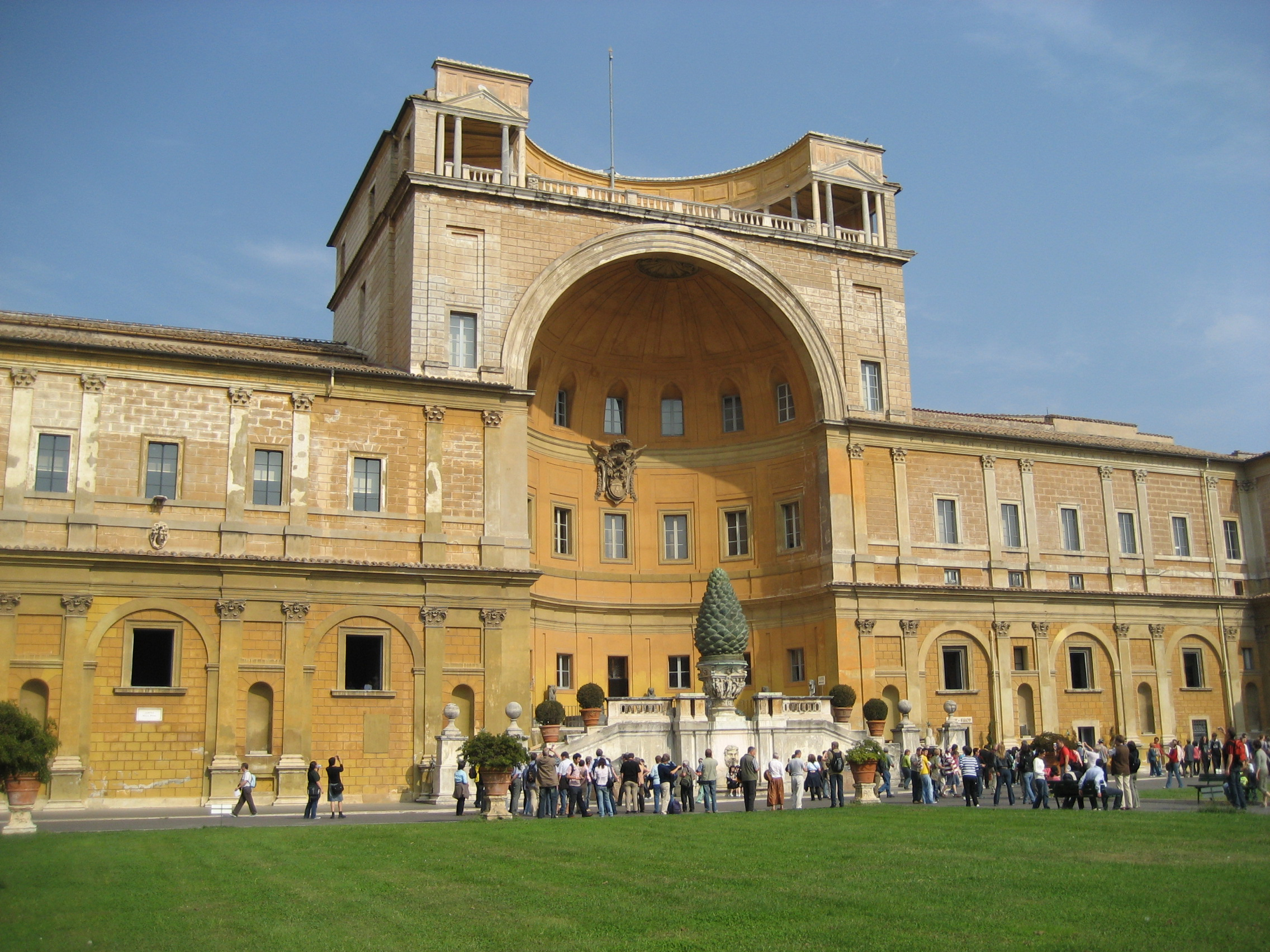
梵蒂冈美景中庭
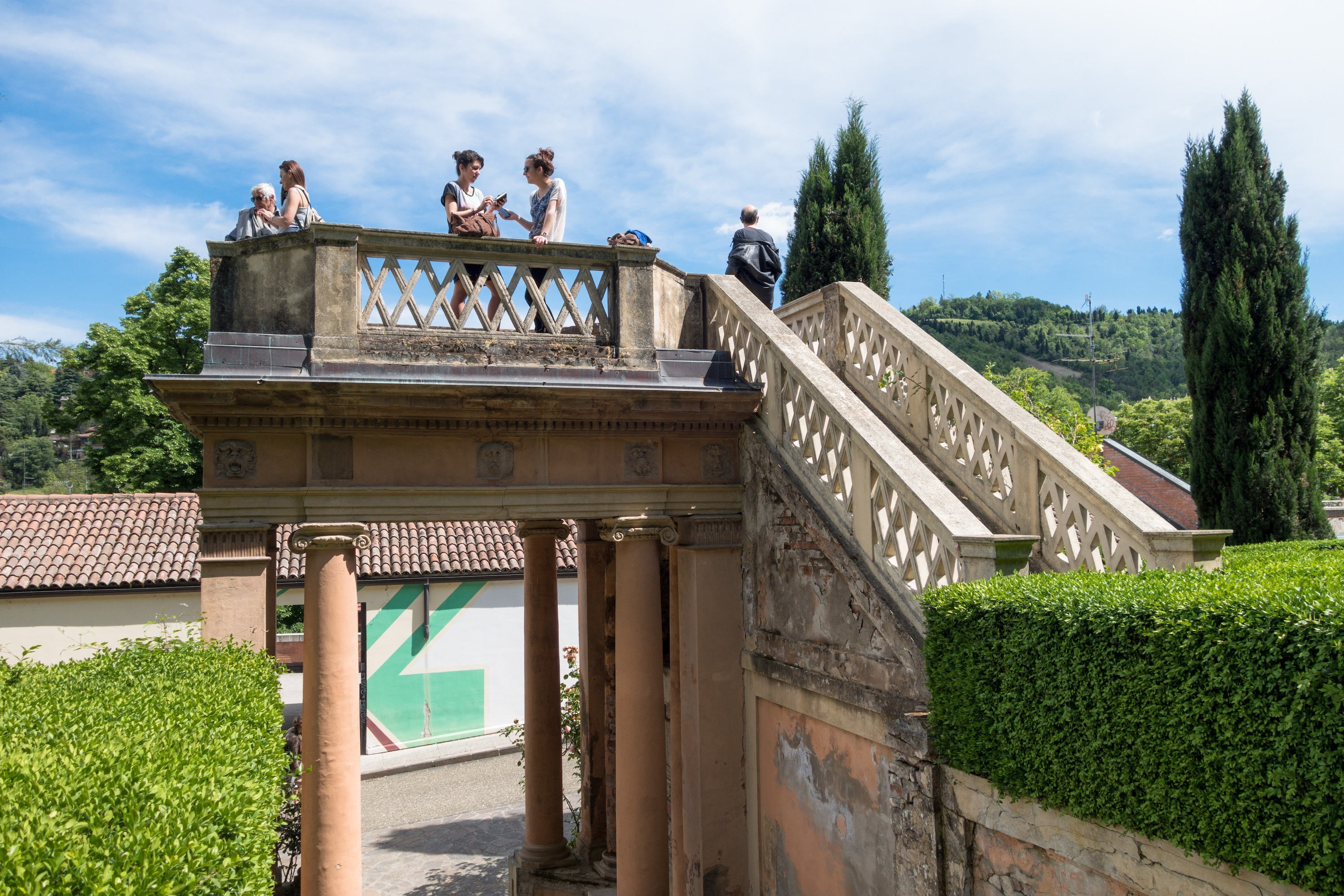
意大利博洛尼亚斯帕达别墅（義大利語：Villa Spada）的观景平台
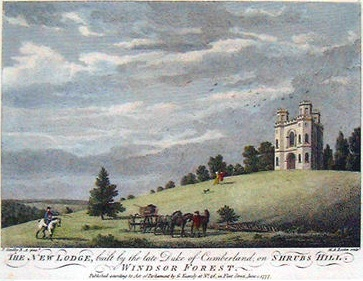
英国温莎大公园的灌木丘塔（Shrubs Hill Tower），更名为美景堡（英语：Fort Belvedere, Surrey）
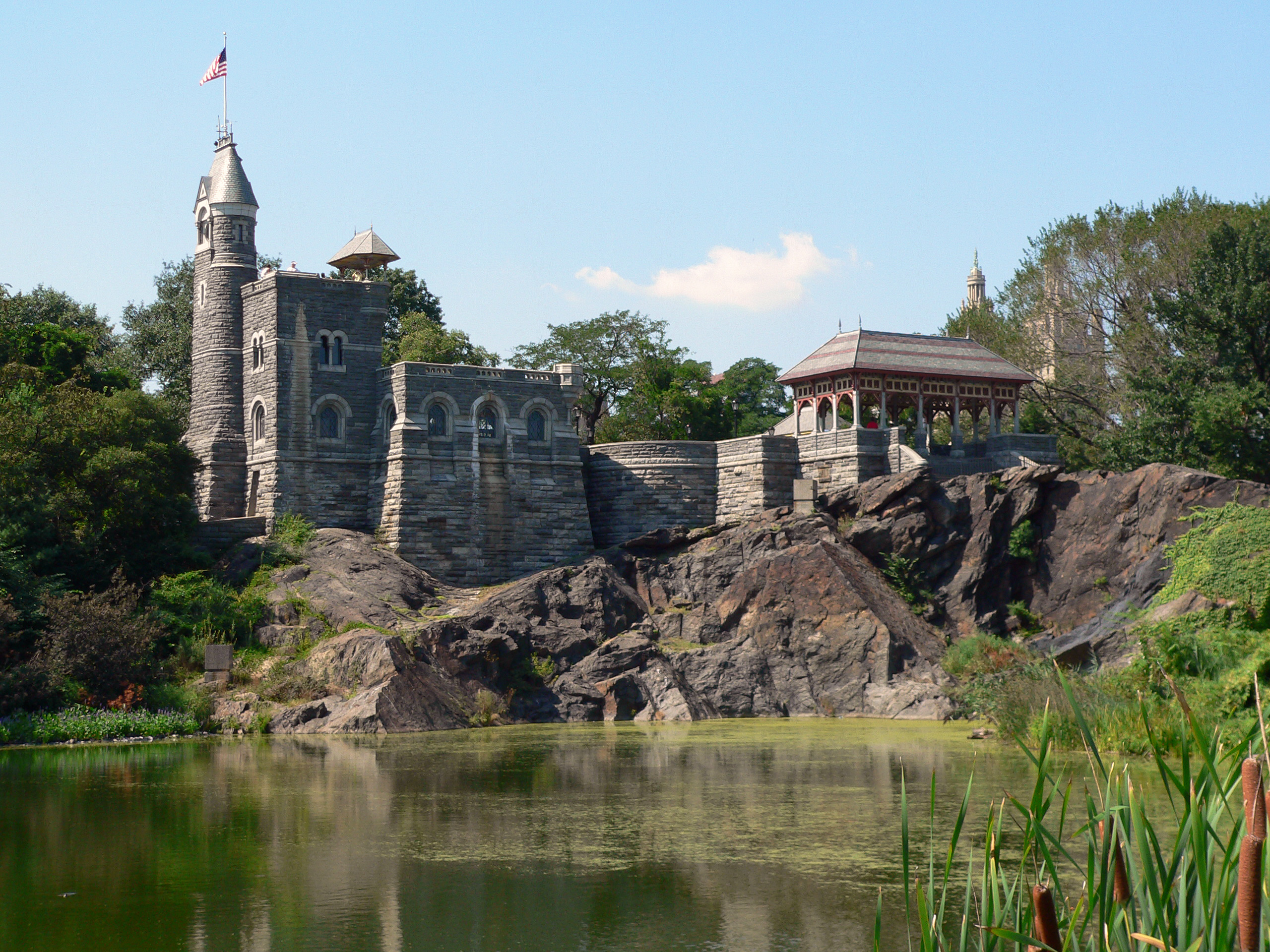
纽约中央公園的眺望台城堡